# Розлад особистості
Розлад особистості — збірний термін для групи психіатричних діагнозів, низка клінічно значущих станів та поведінкових типів, які мають тенденцію до стійкості і є виразом характеристик властивого індивідууму стилю життя та способу ставлення до себе та інших. Деякі з цих станів і типів поведінки з'являються досить рано у процесі індивідуального розвитку як результат впливу конституціональних факторів і соціального досвіду, у той час, як інші набуваються пізніше.
Розлад особистості — порушення характерологічної конституції та поведінкових тенденцій особистості, яке охоплює зазвичай декілька психологічних сфер та майже завжди супроводжується особистісною і соціальною дезінтеграцією. У радянські часи для цього вживали термін психопатія. Хоча Україна і визнає класифікацію МКХ-10, термін психопатія і досі вживають.
У радянські часи під психопатіями розумілися або хвороби унаслідок органічних уражень організму — травм головного мозку, інфекції, інтоксикації тощо, або зумовлені вродженою неповноцінністю нервової системи, викликаної факторами спадковості, шкідливими впливами на плід, пологовою травмою тощо.

## Відмінності від подібних явищ

### Від порушень сприйняття, реакцій та поведінки
Слід розрізняти поведінку, обумовлену розладом особистості, та аналогічну поведінка, обумовлена іншими ушкоджуючими факторами або захворюваннями, яких може бути ціла низка, починаючи від ушкоджень мозку і закінчуючи шизофренією. Будь-який ушкоджуючий фактор, що діє на центральну нервову систему, може в тому чи іншому відсотку випадків призводити до подібної поведінки. Однак це будуть збіги в окремих симптомах, а не в загальній картині розладу.

### Від акцентуації характеру, прикордонних станів і психозів
«Розлади особистості» дуже близькі до поняття "акцентуації характеру". Це подібні явища, що відрізняються передусім ступенем виразності. Принципова різниця між ними полягає в тому, що акцентуації ніколи не мають одночасно всі три основні властивості розладів особистості (вплив на всі сфери життя, стабільність у часі, соціальна дезадаптація).
Ще більшою мірою термін «розлад особистості» перетинається з терміном «межовий стан», але, на відміну від нього, визначає якісну, а не кількісну специфіку психічного розладу: «межовий стан» не може поєднуватися з "психозом", а «розлад особистості» — може стати тлом для психозу. Крім того, хоча одна і та ж людина може мати і розлад особистості, і психоз, це неперетинні поняття, що описують якісно різні речі.

### Від хвороб
У той час як хвороба є динамічним процесом (що має появу, перебіг і результат), розлад особистості - це особлива структура особистості людини, і протягом життя динаміки практично не має. Інша важлива відмінність розладу особистості від захворювання - це критерій постановки цього діагнозу. На відміну від захворювання, щодо якого головним критерієм виступає біологічний, головним критерієм (ознакою) розлади особистості є соціальна дезадаптація.

## Діагностичні критерії
Основні критерії, якими користуються сучасні психіатри та клінічні психологи при постановці діагнозу, описані у Міжнародному класифікаторі хвороб 10-ї редакції. Також представляють інтерес критерії, описані в американському DSM-IV, який використовували як основу при розробці МКХ-10.

## Терапія особистісних розладів
Оскільки, згідно з визначенням МКХ-10, розлад особистості є «важким порушенням характерологічної конституції», тобто фактично особливою структурою особистості, то терапія спрямована не на її зміну, а на пом'якшення і компенсацію негативних проявів, адаптацію людини до суспільства, зниження рівня тривожності і т.п.

### Психологічна та соціальна терапія
Лікування розладів особистості повинне містити головним чином психотерапію, що застосовується в тих чи інших формах. До основних форм психологічної та соціальної терапії особистісних розладів відносяться:
- Індивідуальна психотерапія – найпоширеніша форма терапії. Існують форми індивідуальної психотерапії, розраховані на тривалі і на короткі терміни.
- Групова психотерапія - згідно з даними, наведеними американським нейропсихотерапевтом Джеффрі Магнавітою, при роботі з цією категорією розладів цей підхід вважається другим за популярністю після індивідуальної психотерапії.
- Сімейна психотерапія, включно з терапією подружніх пар.
- Психологічне просвітництво — може застосовуватись як додатковий захід.
- Групи самодопомоги - можуть забезпечувати матеріальними засобами осіб, які страждають на розлади особистості.
- Терапія середовищем - проводиться, як правило, в рамках терапевтичних громад; має багату історію використання як метода терапії особистісних розладів.

Більшість авторів підкреслюють, що найважливішим моментом (і найважчим) у терапії особистісних розладів є встановлення довірчих стосунків з пацієнтом.
З конкретних напрямів психотерапії при особистісних розладах найчастіше застосовуються когнітивно-поведінкова терапія та психоаналіз. Прихильники психоаналізу намагаються, як і у випадках з іншими психічними розладами, насамперед виявити причини хворобливих проявів і пом'якшити їх, ідентифікуючи потреби та захисні механізми таких особистостей. Прихильники когнітивно-поведінкової терапії зазвичай прагнуть ідентифікувати помилкові уявлення пацієнтів про життя, навчити їх завжди заглядати вперед, особливо щодо їхньої незвичайної поведінки, звернути увагу пацієнтів на неефективність їхнього трибу і навчити доцільнішій поведінці. Когнітивний терапевт приділяє увагу розширенню набору копінг-стратегій, що використовуються пацієнтом, переосмисленню пацієнтом його життєвого досвіду (і пов'язаних з ним глибинних переконань), зміні наявних у пацієнта глибинних переконань.

### Медикаментозна терапія
Ефективність медикаментозної терапії при особистісних розладах є сумнівною; даних про її ефективність значно менше, ніж при терапії психозів, афективних і тривожних розладів. В основному такі дані отримані під час досліджень на обмежених популяціях пацієнтів, іноді навіть у неконтрольованих випробуваннях.
У рекомендаціях FDA відсутні вказівки щодо медикаментозного лікування розладів особи. У публікації Американської психіатричної асоціації 2001 року зазначалося, що лікування психотропними засобами таких розладів «не є реалістичною метою – ліки не виліковують характер».
Немає єдиної думки щодо можливості застосування нейролептиків при розладах особистості. Деякі фахівці вважають медикаментозне лікування у випадках зайвим і безумовно шкідливим. Інші вважають за необхідне застосування нейролептиків при особистісних розладах переважно в малих дозах.
Висловлюється і твердження, що нейролептики при розладах особистості слід застосовувати лише за відсутності ефекту інших методів лікування, зокрема і нелікарських.
Дослідження показують підвищену чутливість багатьох пацієнтів, які страждають на особистісні розлади, до побічних ефектів нейролептиків. Часто відзначалося погіршення стану у процесі терапії, припинення приймання антипсихотиків під час досліджень. У деяких дослідженнях – виникнення депресивних станів на фоні приймання препаратів.
Бензодіазепіни при особистісних розладах не повинні бути препаратами першого вибору, оскільки пацієнти, які ними страждають, мають підвищену схильність до формування лікарської залежності. Застосовувати препарати цієї групи у таких пацієнтів слід обережно. Бензодіазепіни можуть викликати у них розгальмованість, саморуйнівні дії. Відзначалися випадки зловживання цими препаратами.

## Класифікація розладів особистості
Незалежно від того, яка класифікація використовується, зазвичай вважається, що різні розлади особистості можуть з певними обмеженнями одночасно бути в одній людині. Діагностують найчастіше найбільш сильно виражене.

### Міжнародна класифікація хвороб

#### Десятий перегляд
У МКХ-10 виділяють такі специфічні розлади особистості:
- Параноїдний розлад особистості (F60.0 )
- Шизоїдну акцентуацію (F60.1)
- Антисоціальний розлад особистості (F60.2)
- Емоційно нестабільний розлад особистості (F60.3)
  - Емоційно нестабільний розлад особистості, імпульсний тип (F60.30)
  - Емоційно-нестійкий розлад особистості, межовий тип (F60.31)

- Гістріонний розлад особистості (F60.4)

- Обсесивно-компульсивний розлад особистості (F60.5)
- Тривожний розлад особистості (F60.6)
- Залежний розлад особистості (F60.7)

- Інші специфічні розлади особистості (F60.8). Для цієї групи специфічні діагностичні критерії не вказані - вони перераховуються в МКХ-10 просто списком. Ці розлади характеризуються:
  - Ексцентричний розлад особистості — надцінним ставленням до своїх звичок і думок, фанатичною завзятістю у відстоюванні своєї правоти.
  - Розгальмований розлад особистості - поганим контролем (відсутністю його) над потребами, спонуканнями і бажаннями, особливо в сфері моральності.
  - Інфантильний розлад особистості - відсутністю емоційної рівноваги: вплив навіть невеликих стресів викликає розлад емоційної сфери; виразністю рис, властивих для раннього дитинства; поганим контролем почуттів ворожості, провини, тривоги та ін., що проявляються дуже інтенсивно.
  - Нарцисичний розлад особистості - переконаністю у своїй унікальності, особливому становищі, перевазі над іншими людьми; завищеною думкою про свої таланти і досягнення; поглиненістю фантазіями про свої успіхи; очікуванням безумовно хорошого ставлення і беззаперечного підпорядкування від оточення; пошуком захоплення оточення для підтвердження своєї унікальності і значущості; невмінням виявляти співчуття; ідеями про власну свободу від будь-яких правил, про те, що оточення їм заздрять.
  - Пасивно-агресивний розлад особистості - загальною похмурістю, схильністю вступати в суперечки, висловлювати злість і заздрість до успішніших людей, скаржитися, що оточення їх не розуміє або недооцінює; схильністю перебільшувати свої прикрості, скаржитися на свої нещастя, негативно ставляться до вимог чимось займатися і пасивно їм чинять опір; протидією домаганням оточення за допомогою зустрічних претензій і відтяжок.
  - Психоневротичний розлад особистості (невропатія)- наявністю підвищеної збудливості в поєднанні з сильною виснаженістю; зниженою працездатністю; поганою концентрацією уваги і посидючістю; соматичними розладами, як-от загальна слабкість, ожиріння, схуднення, зниження судинного тонусу.

- Розлад особистості, неуточнений (F60.9)
- Змішані й інші розлади особи (F61).
  - Змішані розлади особи (F61.0)
  - Зміни особистості, що спричиняють занепокоєння (F61.1)

#### Одинадцятий перегляд
У Міжнародній класифікації хвороб 11-го перегляду розлад особистості ділиться на 3 підтипи: м'який, середній і важкий. Також є додаткові коди для вказівки основного поведінкового патерну:
- 6D11.0 Негативна афективність.
- 6D11.1 Відчудженість.
- 6D11.2 Антисоціальність.
- 6D11.3 Розгальмованість.
- 6D11.4 Ананкастія.
- 6D11.5 Межовий патерн.

### Класифікація за DSM-IV та DSM-5
DSM-IV-TR та DSM-5 групують розлади особи на 3 кластери:
- Кластер A (незвичайні або ексцентричні розлади)
  - Параноїдний 301.0 (F60.0)
  - Шизоїдний 301.20 (F60.1)
  - Шизотиповий 301.22 (F21)
- Кластер B (театральні, емоційні, або коливальні розлади)
  - Антисоціальний 301.7 (F60.2)
  - Межовий 301.83 (F60.3)
  - Гістріонний 301.50 (F60.4)
  - Нарцисичний 301.81 (F60.81)
- Кластер C (тривожні та панічні розлади)
  - Уникальний 301.82 (F60.6)
  - Залежний 301.6 (F60.7)
  - Обсесивно-компульсивний 301.4 (F60.5)

У DSM-5 виділяються також інші розлади особистості:
- Зміни особистості внаслідок іншого медичного стану 310.1 (F07.0)
  - Лабільний тип, гальмівний тип, агресивний тип, апатичний тип, параноїдний тип, інший тип, змішаний тип, неуточнений тип
- Інше уточнений розлад особистості 301.89 (F60.89)
- Неуточнений розлад особистості 301.9 (F60.9)

Класифікація розладів особи DSM-IV містить також діагноз розладу особистості без додаткового уточнення 301.9. Він застосовується тоді, коли спостерігається відповідність загальним критеріям розладів особистості, і є риси різних розладів особистості, але немає критеріїв будь-якого конкретного розладу. Або коли є відповідність загальним критеріям розладів особистості, але вважається, що у пацієнта є будь-який розлад особистості, не включений до класифікації (наприклад, пасивно-агресивний).
Додаток «B» класифікації розладів особи DSM-IV містить типи, що розглядаються як валідні для включення в діагностичне керівництво, але вимагають подальшого дослідження. До цих форм розладів особистості відносяться пасивно-агресивний (негативістичний) розлад особистості та депресивний розлад особистості. Оскільки ці розлади особистості не мають окремого кодування в DSM-IV, при використанні цієї діагностичної класифікації як альтернативу використовують діагноз розладу особи без додаткового уточнення.
У ранішій версії керівництва (DSM-III-R) містилися садистичне та мазохістичне розлади особистості.

### Застарілі класифікації
Існують класифікації психопатій Еміля Крепеліна, Ернста Кречмера, Курта Шнайдера, Попова Є. О., Кербікова О. В, Ганнушкіна П. Б.

#### Класифікація з П. Б. Ганнушкіну
На початку XX століття психіатр Петро Борисович Ганнушкін розробив класифікацію особистісних розладів, чи психопатій, як тоді називалися.
- Астенічний тип
- Шизоїдний тип
- Параноїдний тип
- Епілептоїдний тип
- Істеричний тип
- Циклоїдний тип
- Нестійкий тип
- Антисоціальний тип
- Конституційно-дурний тип

### Додаткові критерії класифікації
Класифікувати розлади особистості можна не тільки за категорією або кластером, але і за такими факторами, як ступінь тяжкості розладу, вплив на соціальне функціонування та атрибуція.

#### Ступінь тяжкості розладу
Є можливість зробити кількісну оцінку, виходячи з якої можна будувати висновки про виразності особистісних порушень. Якщо після завершення клінічного інтерв'ю та/або виконання певних психодіагностичних методик особа набирає таку кількість балів, яка вважається підпороговою, то діагностується так зване особисте утруднення, при досягненні критичного порога - простий розлад особистості (в межах одного кластера); при перевищенні даного порога може бути діагностовано складний або дифузний розлад особистості, при якому в пацієнта виявляються риси, характерні для розладів особистості, що належать до двох або всіх трьох кластерів. У разі значного перевищення критичного порога діагностується тяжкий розлад особистості, при якому структура особистості виявляється серйозно дезінтегрованою, а її відносини із суспільством дестабілізовані.
| Багатовимірна система класифікації розладів особистості | Багатовимірна система класифікації розладів особистості | Багатовимірна система класифікації розладів особистості                                                                                                   | Багатовимірна система класифікації розладів особистості |
| Ступінь тяжкості                                        | Опис                                                    | Визначення відповідно до категоріальної системи |                                                         |
| ------------------------------------------------------- | ------------------------------------------------------- | --- | ------------------------------------------------------- |
| 0                                                       | Відсутність розладу особистості                         | Відсутність суттєвих чи підпорогових критеріїв розладів особистості                                                                                       |                                                         |
| 1                                                       | Особистісна складність                                  | Наявність підпорогових критеріїв одного чи кількох розладів особистості                                                                                   |                                                         |
| 2                                                       | Простий розлад особистості                              | Наявність істотних критеріїв одного чи кількох розладів особистості у межах одного кластера                                                               |                                                         |
| 3                                                       | Складний (дифузний) розлад особистості                  | Наявність істотних критеріїв одного чи кількох розладів особистості у межах кількох кластерів                                                             |                                                         |
| 4                                                       | Тяжкий розлад особистості                               | Наявність великої кількості суттєвих критеріїв, що призводить до дезорганізації особистості важкого ступеня та дестабілізації соціально значущих відносин |                                                         |

Класифікація розладів особистості за ступенем тяжкості має кілька переваг:
- У такому випадку з тенденції особистісних розладів до комбінування отримується певна вигода.

- Вплив розладу особистості на клінічний результат оцінюється краще, ніж під час використання простої дихотомічної системи «наявність розладу особистості — відсутність розладу особистості».

- У рамках цієї системи з'являється можливість постановки нового діагнозу «небезпечний і важкий розлад особистості» («dangerous and severe personality disorder»). Це діагноз представляє інтерес з тієї причини, що як політикам, так і громадськості в цілому хочеться знати, хто з осіб, які страждають на ті чи інші розлади особистості, входить у небезпечну групу, що становить загрозу для суспільства.